# Mike Krzyzewski
Michael Williams "Mike" Krzyzewski (Chicago, Illinois; 13 de febrero de 1947) es un entrenador retirado de baloncesto estadounidense. Fue seleccionador nacional de Estados Unidos entre 2006 y 2016, cargo en el que ganó tres oros olímpicos (2008, 2012 y 2016), dos Mundiales (2010 y 2014) y el Torneo de las Américas de 2007. Ha sido también el entrenador principal de los Duke Blue Devils, equipo de baloncesto de la Universidad de Duke en la NCAA, entre 1980 y 2022.
También llamado Coach K., ha llevado a los Blue Devils a 5 campeonatos de la NCAA, 10 Final Four (tercero máximo de la historia) y 11 campeonatos de la ACC, en 28 temporadas con el equipo. Fue elegido para el Basketball Hall of Fame en el año 2001.

## Trayectoria

### Primeros años

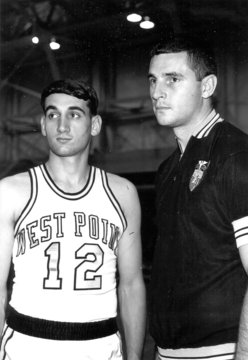
Bob Knight como entrenador en Army, con el base y futuro entrenador de Duke, Mike Krzyzewski.

Krzyzewski, hijo de inmigrantes polacos, tiene raíces en Western Pensilvania, pues sus abuelos maternos emigraron allí desde Polonia. En sus primeros años siempre iba a visitar la zona cada verano, lo que el suponía que le servía para aprender de dónde venía y estar orgulloso de ello.
Krzyzewski asistió al Weber High School, en Chicago, Illinois. Se graduó en la Academia Militar de los Estados Unidos en 1969, y jugó al baloncesto bajo las órdenes de Bobby Knight mientras se preparaba para convertirse en un oficial del Ejército de los Estados Unidos. Fue capitán del equipo de baloncesto del ejército de los Estados Unidos durante su último año, ganando el National Invitation Tournament (NIT) en el Madison Square Garden de Nueva York.

### Carrera en Duke
En 1980, Krzyzewski se convirtió en entrenador de la Universidad de Duke tras cinco años en la Armada. Después de algunos años intentando reconstruir el equipo, él y los Blue Devils se convirtieron en habituales de la escena nacional con 24 presencias en el torneo de la NCAA en los últimos 25 años, 14 de ellas consecutivas entre 1996 y 2009. En total, ha llevado al equipo a jugar la postemporada en 25 de sus 28 años en Duke, y es el entrenador con más partidos ganados en el torneo de la NCAA (903), con un récord de 70-21 (un porcentaje de victorias del 76.9%). Sus equipos de Duke han ganado 11 torneos de la ACC, llegado 10 veces a la Final Four y ganado en 5 ocasiones el torneo final de la NCAA.

#### Premios como entrenador
- 1984, Entrenador del Año en la Atlantic Coast Conference.
- 1986, premio Entrenador del Año por Basketball Times.
- 1989, Entrenador Universitario del Año.
- 1999, Entrenador del Año en la Atlantic Coast Conference.
- 2000, Entrenador del Año en la Atlantic Coast Conference.
- 2001, miembro del Basketball Hall of Fame.
- 2001, premio "America's Best Coach" (Mejor Entrenador de América) por la revista Time Magazine y la CNN, este premio no se limita sólo a entrenadores de baloncesto.

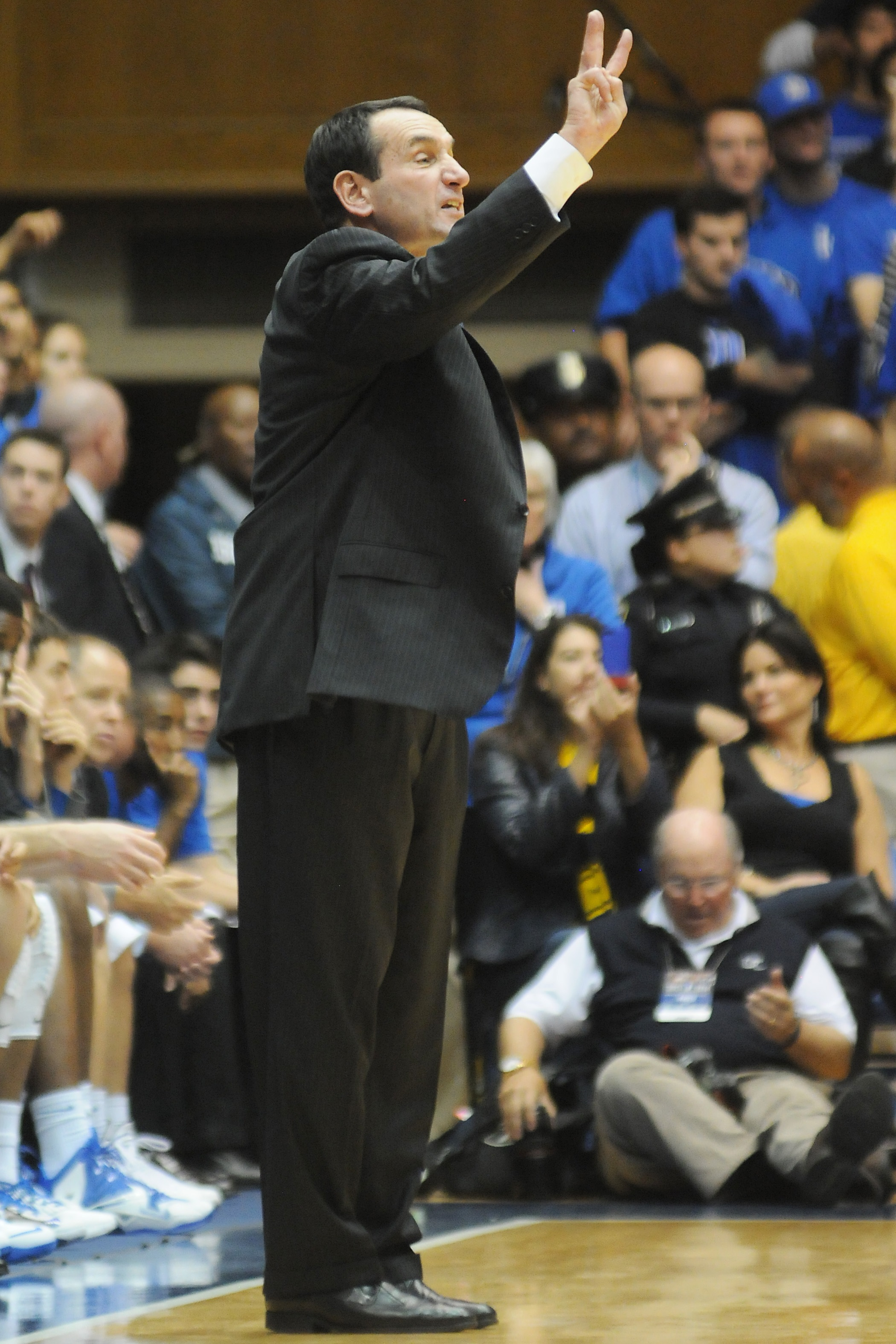
Krzyzewski, en un partido en 2013.

Krzyzewski consiguió su victoria 900 el 20 de marzo de 2011, siendo el entrenador con más victorias en activo de la División I de la NCAA y el tercero en alcanzar esa cifra, junto con Bobby Knight y Jim Boeheim. Meses más tarde, en noviembre, superó las 903 victorias de Knight, convirtiéndose en el entrenador con más partidos ganados en la División I de la NCAA. Su equipo de Duke ganó en la década empezada en el año 2000 más partidos (291) que ningún otro equipo universitario en cualquier década.
Durante su larga carrera en Duke, Krzyzewski ha tenido la oportunidad de entrenar en la NBA en tres ocasiones. La primera llegó en 1990, cuando había guiado a los Blue Devils a su tercera presencia consecutiva en la Final Four. Los Boston Celtics le ofrecieron un puesto, pero declinó la oferta pronto. Al año siguiente Krzyzewski llevó a su equipo al primero de sus dos títulos de la NCAA consecutivos. En 1994, fue persuadido por los Portland Trail Blazers, pero una vez más prefirió seguir en Duke. En 2004, fueron Los Angeles Lakers los que le ofrecieron un puesto para cubrir la salida del mítico entrenador Phil Jackson. Mitch Kupchak le hizo una oferta formal de 40 millones de dólares por 5 años, pero de nuevo rechazó a la NBA.
Duke ha llamado a su pista de baloncesto, el Cameron Indoor Stadium, Coach K Court en su honor. Asimismo, la zona verde de alrededor del pabellón ha sido llamada K-Ville o Krzyzewskiville. Además, el 28 de febrero de 2008 la Universidad llamó a sus nuevas instalaciones de entrenamiento "Michael W. Krzyzewski Center" -- Dedicado a la Excelencia Académica y Deportiva.
Cuando su antiguo entrenador, el que más victorias ha conseguido en cualquier deporte, Bobby Knight, anunció su retirada, Krzyzewski declaró: "Aparte de mi familia cercana, nadie ha tenido un impacto mayor en mi vida que el entrenador Knight. Siento el máximo respeto por él como entrenador y mentor, pero más aún como un querido amigo. Durante más de 40 años, las lecciones que he recibido de él han sido inconmensurables. En pocas palabras, le quiero".

### Selección de los Estados Unidos
Krzyzewski ha sido entrenador de varias selecciones de Estados Unidos, ganando una medalla de plata en la Universiada de 1987, una medalla de bronce en el Mundial de 1990, una medalla de plata en los Goodwill Games de 1990, una medalla de bronce en el Mundial de 2006 y dos medallas de oro, en el Torneo de las Américas de 2007 y en los Juegos Olímpicos de 2008. También ha sido técnico asistente del equipo en los Juegos Olímpicos de 1984 y de 1992, ganando sendas medallas de oro, como en los Juegos Panamericanos de 1979.
En 2005, fue nombrado de nuevo entrenador del equipo nacional, para preparar los Juegos Olímpicos de Pekín. En 2006, en el Campeonato del Mundo, acabó en tercer lugar al perder contra Grecia en semifinales y ganar a Argentina en el partido por el tercer y cuarto puesto.
El 24 de agosto de 2008, Krzyzewski y su equipo se proclamaron campeones olímpicos al ganar a España en la final, completando un torneo perfecto con un récord de 8-0.
En 2010, la selección de Estados Unidos gana el Campeonato Mundial de Baloncesto imponiéndose al anfitrión, Turquía, en la final por 64-81. Kevin Durant fue la gran estrella de la final y el torneo. Krzyzewski devolvió a EE. UU. un campeonato del mundo que no ganaba desde 1994.
En los Juegos Olímpicos de Londres 2012, Estados Unidos revalidó su oro olímpico, ganando todos los partidos y volviendo a ganar a España en la final, por 107-100. El combinado norteamericano tuvo que esforzarse al máximo para vencer a España.
El 26 de febrero de 2013, Krzyzewski anunció que no seguiría al frente de la selección estadounidense, aunque finalmente renueva su contrato hasta los juegos olímpicos de Río 2016.
En los Juegos Olímpicos de Río 2016, gana de nuevo el oro olímpico, imponiéndose frente a todos sus rivales, siendo su último torneo con la selección. El entrenador de los San Antonio Spurs, Gregg Popovich, le sustituye en el cargo.